# 1991 في مصر
فيما يلي قوائم الأحداث التي وقعت خلال عام 1991 في مصر.

## سياسة

### تعيين في المنصب
- 20 مايو – عمرو موسى قائمة وزراء خارجية مصر.

### انتهاء فترة المنصب
- 1 يونيو – أحمد عصمت عبد المجيد قائمة وزراء خارجية مصر.

## أفلام
من الأفلام التي صدرت هذه السنة في مصر:
- 1 يناير – أبو كرتونة
- 1 يناير – الراعي والنساء من إخراج علي بدرخان.
- 1 يناير – الصرخة
- 1 يناير – الكيت كات من إخراج داود عبد السيد.
- 1 يناير – اللعب مع الكبار من إخراج شريف عرفة.
- 1 يناير – المخطوفة
- 1 يناير – المزاج من إخراج علي عبد الخالق.
- 1 يناير – المواطن مصري من إخراج صلاح أبو سيف.
- 1 يناير – الهروب من إخراج عاطف الطيب.
- 1 يناير – شاويش نص الليل
- 1 يناير – شمس الزناتي من إخراج سمير سيف.
- 1 يناير – مولد نجم

## مواليد

### يناير
- 1 يناير – محمود البدري لاعب كرة قدم مصري.
- 1 يناير – محمود علاء لاعب كرة قدم مصري.
- 22 يناير – أحمد جبريل
- 25 يناير – أحمد حجازي لاعب كرة قدم مصري.[1]

### مارس
- 3 مارس – أيمن فايز مبارز بالسيف مصري.
- 4 مارس – أحمد صبحي لاعب كرة قدم مصري.[2]

### أبريل
- 8 أبريل – أحمد القطاوي لاعب كرة قدم مصري.[3]
- 9 أبريل – أيمن أشرف لاعب كرة قدم مصري.[4]
- 17 أبريل – محمد عبد الفتاح لاعب كرة قدم مصري.[5]

### مايو
- 14 مايو – أحمد الشناوي لاعب كرة قدم مصري.[6]

### يونيو
- 16 يونيو – سمارفي سايكو ممثل مصري.

### يوليو
- 25 يوليو – إبراهيم حسن لاعب كرة قدم مصري.
- 26 يوليو – باسم مرسي لاعب كرة قدم مصري.

### أغسطس
- 3 أغسطس – عمرو جمال لاعب كرة قدم مصري.[7]

### سبتمبر
- 17 سبتمبر – مينا مسعود[8]
- 18 سبتمبر – حسين السيد لاعب كرة قدم مصري.[9]
- 20 سبتمبر – محمد عمر صحفي مصري.

### أكتوبر
- 1 أكتوبر – أحمد توفيق لاعب كرة قدم مصري.[10]
- 1 أكتوبر – عمرو بركات لاعب كرة قدم مصري.[11]
- 3 أكتوبر – أحمد نبيل لاعب كرة قدم مصري.[12]

### نوفمبر
- 8 نوفمبر – يمنى خلاف سبّاحة مصرية.

### ديسمبر
- 13 ديسمبر – محمد حمدي زكي لاعب كرة قدم مصري.[13]

## وفيات

### يناير
- 2 يناير – إدمون جابيس (مواليد 1912) كاتب وشاعر فرنسي.[14]

### مارس
- 25 مارس – محمد صادق (مواليد 1917)

### مايو
- 3 مايو – محمد عبد الوهاب (مواليد 1913) ملحن وممثل مصري.

### أغسطس
- 1 أغسطس – يوسف إدريس (مواليد 1927) كاتب مصري.[15]
- 3 أغسطس – علي صبري (مواليد 1920) رئيس وزراء مصر السابق.[16]

### ديسمبر
- 24 ديسمبر – محمد التابعي (مواليد 1926) لاعب كرة قدم مصري.